# اسکاربرو، تورنتو
اسکاربرو (به انگلیسی: Scarborough) یک منطقهٔ مسکونی در کانادا است که در تورنتو واقع شده‌است. اسکاربرو ۱۸۷٫۷۰ کیلومتر مربع مساحت و ۶۳۲٬۰۹۸ نفر جمعیت دارد.

## توضیحات
1. ↑  Population calculated by combining the populations of the six proposed Federal ridings.